# Zerrenthin
Zerrenthin är en kommun och ort i Landkreis Vorpommern-Greifswald i förbundslandet Mecklenburg-Vorpommern i Tyskland.
Kommunen ingår i kommunalförbundet Amt Amt Uecker-Randow-Tal tillsammans med kommunerna Brietzig, Fahrenwalde, Groß Luckow, Jatznick, Koblentz, Krugsdorf, Nieden, Papendorf, Polzow, Rollwitz, Schönwalde, och Viereck.